# ماركيز فلاورز
ماركيز فلاورز (بالإنجليزية: Marquis Flowers)‏ هو لاعب كرة قدم أمريكية أمريكي، ولد في 16 فبراير 1992 في إنديبندنس في الولايات المتحدة.

## وصلات خارجية
- ماركيز فلاورز على موقع مرجع كرة القدم المحترفة.كوم (الإنجليزية)